# Митягин, Борис Самуилович
Борис Самуилович Митягин (род. 2 августа 1937, Воронеж) — советский и американский учёный, доктор физико-математических наук, специалист в области функционального анализа и математической экономики.

## Биография
Сын Самуила Яковлевича Гасуля и Веры Александровны Митягиной. Окончил механико-математический факультет МГУ (1958) и аспирантуру. Кандидат (1962), доктор (1964) физико-математических наук. Профессор (1965).
В 1961—1967 гг. — доцент, профессор кафедры функционального анализа и дифференциальных уравнений Воронежского государственного университета.
В 1967—1977 гг. — старший научный сотрудник Центрального экономико-математического института (Москва).
В 1977 году эмигрировал в США. Последняя должность — профессор Университета штата Огайо в Колумбусе.

## Основные работы
- Ядерность и другие свойства пространства типа S (Труды Московского математического общества. 1960. том 9);
- Положительно определенные функционалы на ядерных пространствах (Труды Московского математического общества, 1960, т. 9, совместно с А. Г. Костюченко).